# Ausztrália az 1980. évi téli olimpiai játékokon
Ausztrália az egyesült államokbeli Lake Placidben megrendezett 1980. évi téli olimpiai játékok egyik részt vevő nemzete volt. Az országot az olimpián 4 sportágban 9 sportoló képviselte, akik érmet nem szereztek.

## Alpesisí
Férfi
| Versenyző    | Versenyszám      | 1. futam      | 1. futam      | 2. futam | 2. futam | Összesítés | Összesítés |
| Versenyző    | Versenyszám      | Idő           | Hely.         | Idő      | Hely.    | Idő        | Helyezés   |
| ------------ | ---------------- | ------------- | ------------- | -------- | -------- | ---------- | ---------- |
| Antony Guss  | Lesiklás         |               |               |          |          | 1:50,22    | 26.        |
| Antony Guss  | Műlesiklás       | 1:04,45       | 35.           | 1:00,65  | 31.      | 2:05,10    | 32.        |
| Antony Guss  | Óriás-műlesiklás | 1:29,26       | 47.           | 1:29,53  | 39.      | 2:58,79    | 41.        |
| Rob McIntyre | Műlesiklás       | nem ért célba | nem ért célba | kiesett  | kiesett  | kiesett    | kiesett    |
| Rob McIntyre | Óriás-műlesiklás | 1:28,09       | 44.           | 1:29,30  | 38.      | 2:57,39    | 38.        |

Női
| Versenyző       | Versenyszám      | 1. futam      | 1. futam      | 2. futam | 2. futam | Összesítés | Összesítés |
| Versenyző       | Versenyszám      | Idő           | Hely.         | Idő      | Hely.    | Idő        | Helyezés   |
| --------------- | ---------------- | ------------- | ------------- | -------- | -------- | ---------- | ---------- |
| Jenny Altermatt | Műlesiklás       | nem ért célba | nem ért célba | kiesett  | kiesett  | kiesett    | kiesett    |
| Jenny Altermatt | Óriás-műlesiklás | 1:22,09       | 33.           | 1:36,48  | 30.      | 2:58,57    | 28.        |
| Jacqui Cowderoy | Műlesiklás       | 49,91         | 23.           | 49,78    | 17.      | 1:39,69    | 17.        |
| Jacqui Cowderoy | Óriás-műlesiklás | 1:24,90       | 37.           | kizárták | kizárták | kiesett    | kiesett    |

## Gyorskorcsolya
Férfi
| Versenyző     | Versenyszám | Eredmény | Helyezés |
| ------------- | ----------- | -------- | -------- |
| Colin Coates  | 1000 m      | 1:21,68  | 29.      |
| Colin Coates  | 5000 m      | 7:27,25  | 19.      |
| Colin Coates  | 10 000 m    | 15:28,30 | 18.      |
| Mike Richmond | 500 m       | 41,22    | 32.      |
| Mike Richmond | 1000 m      | 1:23,30  | 34.      |
| Mike Richmond | 1500 m      | 2:13,40  | 32.      |

## Műkorcsolya
| Versenyző                 | Versenyszám | Rövid program     | Rövid program | Kűr               | Kűr   | Összesítés                     | Összesítés                     | Összesítés                     | Összesítés                     | Összesítés                     | Összesítés                     | Összesítés                     | Összesítés                     | Összesítés                     | Összesítés        | Összesítés        | Összesítés  | Összesítés | Összesítés |
| Versenyző                 | Versenyszám | Rövid program     | Rövid program | Kűr               | Kűr   | Helyezési pontszámok bírónként | Helyezési pontszámok bírónként | Helyezési pontszámok bírónként | Helyezési pontszámok bírónként | Helyezési pontszámok bírónként | Helyezési pontszámok bírónként | Helyezési pontszámok bírónként | Helyezési pontszámok bírónként | Helyezési pontszámok bírónként | Több. hely. száma | Több. hely. össz. | Hely. össz. | Pont       | Helyezés   |
| Versenyző                 | Versenyszám | Több. hely. száma | Hely.         | Több. hely. száma | Hely. | 1                              | 2                              | 3                              | 4                              | 5                              | 6                              | 7                              | 8                              | 9                              | Több. hely. száma | Több. hely. össz. | Hely. össz. | Pont       | Helyezés   |
| ------------------------- | ----------- | ----------------- | ------------- | ----------------- | ----- | ------------------------------ | ------------------------------ | ------------------------------ | ------------------------------ | ------------------------------ | ------------------------------ | ------------------------------ | ------------------------------ | ------------------------------ | ----------------- | ----------------- | ----------- | ---------- | ---------- |
| Elizabeth Cain Peter Cain | Páros       | 6×10+             | 10.           | 9×11+             | 11.   | 11,0                           | 11,0                           | 11,0                           | 11,0                           | 10,0                           | 11,0                           | 11,0                           | 11,0                           | 11,0                           | 9×11+             | 98,0              | 98,0        | 121,30     | 11.        |

## Sífutás
Női
| Versenyző      | Versenyszám | Eredmény | Helyezés |
| -------------- | ----------- | -------- | -------- |
| Colleen Bolton | 5 km        | 17:22,68 | 36.      |
| Colleen Bolton | 10 km       | 33:56,32 | 35.      |